# Арахамія Давид Георгійович
Дави́д Гео́ргійович Араха́мія (груз. დავით გიორგის ძე არახამია, нар. 23 травня 1979, Сочі, Краснодарський край, РРФСР, СРСР), також відомий під псевдонімом Девід Браун (англ. David Braun) — український політик, підприємець, громадський діяч, грузин за національністю. Голова фракції «Слуги народу» у Верховній Раді України.
Засновник ІТ-компаній, волонтер. Секретар Національної інвестиційної ради.

## Життєпис
Давид народився 23 травня 1979 року в Сочі, РСФСР. Деякий час жив у Грузії в Гаграх.
В 1992 року, (з 12 років) тікаючи від війни в Абхазії, переїхав з батьками жити в Латвію, потім якийсь час жили в Пензі, остаточно залишилися жити в Миколаєві, де виріс і закінчив загальноосвітню школу № 36.
Вивчав економіку в Європейському університеті (магістр). Пройшов магістерську програму Professional Management в Open University London.
В 2002 року заснував IT-компанію TemplateMonster, що стала піонером у сфері реалізації шаблонів вебсайтів, яку у 2013 році продав більше, ніж за $100 млн. Співзасновник Weblium.
У березні 2014 року зі знайомими відкрив сайт для збору коштів на екіпірування десантників 79-ї бригади. З цього почалася волонтерська ініціатива «Народний проект», яка стала однією з провідних у своєму роді.
У серпні 2014 призначений радником голови Миколаївської облдержадміністрації з питань волонтерської діяльності, у вересні — уповноваженим міністра оборони з питань закупівель, а в жовтні — радником міністра оборони та головою Ради волонтерів при Міністерстві оборони України. В листопаді 2014 став співзасновником Асоціації народних волонтерів України та куратором «волонтерського десанту» — групи волонтерів, що почали працювати в Міноборони.
У лютому 2015 року громадянин Грузії Давид Арахамія отримав паспорт громадянина України. До цього мав статус біженця.
9 липня 2019 року Президент України Володимир Зеленський призначив Арахамію членом Наглядової ради Державного концерну «Укроборонпром».
Є співзасновником ТОВ «МВА-Центр», ТОВ «Українське агентство експорту та інвестицій», ГО «Міжнародний центр стратегій безпеки та оборони».

## Політика

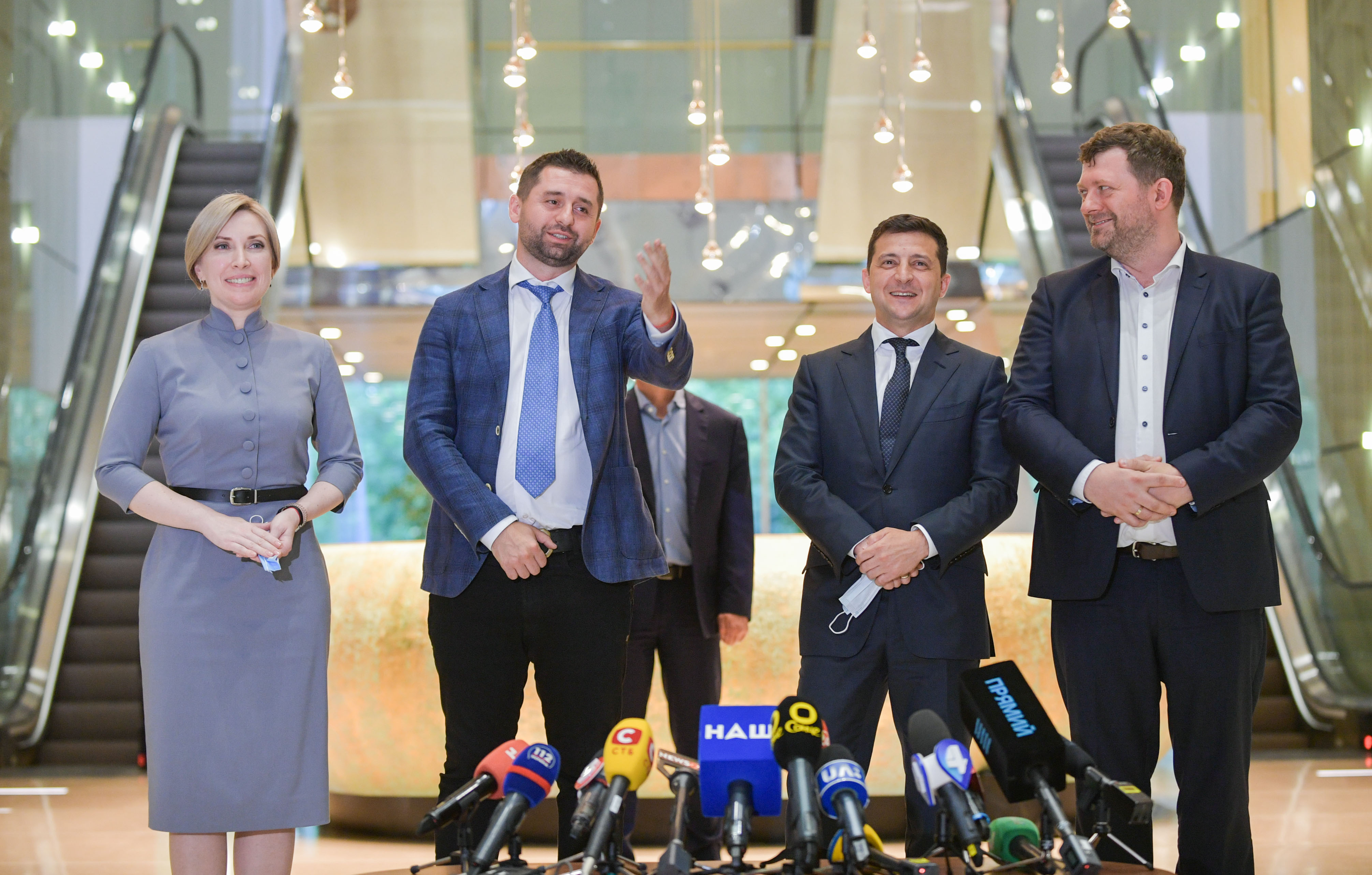

Кандидат у народні депутати від владної партії Слуга народу на виборах 2019 року, № 4 у списку. Безпартійний.
Голова фракції партії «Слуга народу». Член партії «Слуга народу», голова Миколаївської обласної організації.
Голова підкомітету з питань нагляду за діяльністю державних органів спеціального призначення з правоохоронними функціями, правоохоронних органів, правоохоронних органів спеціального призначення та розвідувальних органів Комітету ВРУ з питань національної безпеки, оборони та розвідки.
Голова слідчої комісії Верховної Ради України з питань розслідування пожежі (вибухів) на складах боєприпасів у період із 2014 по 2018 роки в м. Ічня (Чернігівська обл.), м. Калинівка (Вінницька обл.), м. Балаклія (Харківська обл.), м. Сватове (Луганська обл.), м. Кривий Ріг (Дніпропетровська обл.).
Член спеціальної комісії Верховної Ради України з питань формування і реалізації державної політики щодо відновлення територіальної цілісності та забезпечення суверенітету України.
Керівник депутатської групи Верховної Ради України з міжпарламентських зв'язків з США.
З подачі Арахамії здійснені кадрові зміни голів управлінь Держгеокадастру в низці областей.
22 липня 2025 року голосував за закон 12414, що обмежує Національне антикорупційне бюро України та Спеціалізовану антикорупційну прокуратуру. Цей закон викликає значний резонанс в українському суспільстві.

### Лобіст тютюнових корпорацій
25 лютого 2021 року глава фракції «Слуга народу» Давид Арахамія запропонував на 30 % знизити акцизний податок для тютюнових виробів для електричного нагрівання (ТВЕН) і вніс відповідну поправку в законопроєкт № 4278 «Про міжнародні поштові відправлення». В Інституті законодавчих ідей відзначають, що пропозиція нардепа дає необґрунтовані привілеї для окремої категорії тютюнових виробів. Якщо поправку візьмуть, то держбюджет недоотримає до 3 млрд грн.
Після невдалого розгляду в Комітеті Арахамія знову виносить поправку на голосування щодо зниження оподаткування у квітні 2021 року. З його слів, він зробив це на звернення конкретної тютюнової компанії «Філіп Морріс», яка ввозить ці вироби в Україну.
7 березня 2021 року під час відпустки на Мальдівах, Давид Арахамія зустрічався з куратором тютюнового ринку Борисом Кауфманом, як повідомляють ряд ЗМІ метою зустрічі, як і самої поїздки, було вирішення проблеми зниження ставок акцизів на стіки.

### Співпраця з компартією Китаю
У липні 2021 року Арахамія заявив, що партія «Слуга Народу» має спільні принципи з Комуністичною партією Китаю та що «Україна розглядає Китай як приклад та вважає його стратегічним партнером». Згодом разом з заступником фракції «Слуга Народу» Олександром Корнієнком привітав Комуністичну партію Китаю зі 100-річним ювілеєм.

## Статки та фінансовий стан
Згідно із декларацією за 2020 рік, Арахамія отримав доходи у вигляді зарплати в парламенті (157,3 тис. грн), від зайняття підприємницькою діяльністю (4 млн. 724,9 тис. грн), від відчуження рухомого майна (870 тис. грн). На банківських рахунках має 647,7 тис. грн і 26,6 тис. доларів, а готівкою — 650 тис. доларів і 100 тис. євро. Крім того, у нього з дружиною Вікторією ще 2,1 млн грн, 250 тис. доларів і 100 тис. євро готівкою. Відповідно до декларації, у Арахамії у власності 4 земельні ділянки та садовий будинок в Київській області, дві квартири і два нежитлових приміщення. Нерухомість, зареєстрована на дружину: земельна ділянка у Львівській області, 3 квартири в Києві, житловий будинок в Миколаївській області. За 2020 рік дружина нардепа отримала 1,1 млн грн від відчуження рухомого майна, 84,2 тис. грн виплат соціального фонду, та 12,9 тис. грн відсотків.

### Невідповідності в декларації
За інформацією журналістів інтернет-видання Букви, Арахамія в електронній декларації вказав експертну вартість свого будинку, занижену від ринкової у 10 разів.

## Скандали

### Відновлення водопостачання в Криму
11 лютого 2020 року на етері телеканалу Прямий заявив про можливість відновлення подачі води до тимчасово окупованого РФ Криму. Це викликало суспільну критику та збурило український політикум. Представники Меджлісу кримськотатарського народу назвали це «здачею народу». Спікер парламенту Дмитро Разумков запевнив, що жодних перемовин про це Україна не вела. Згодом Арахамія вибачився.

### Сексизм
23 червня 2020 року потрапив у сексистський скандал, обговорюючи з головою партії «Слуга народу» Олександром Корнієнком зовнішність депутатки Ірини Аллахвердієвої. Пізніше Корнієнко заявив у відеозверненні, що у записаній на відео розмові він говорив не лише про Ірину Аллахвердієву, а й про можливу кандидатку в мери Миколаєва від партії «Слуга народу» Тетяну Домбровську.

### Незадекларовані польоти літаком підсанкційного олігарха
Двічі за 2021 рік Арахамія літав до Відня літаком, що належить структурам підсанкційного олігарха Дмитра Фірташа. Подорожі відбувались під час припинення авіасполучення з Австрією через пандемію COVID-19. Політик підтвердив, що самостійно профінансував ці подорожі, хоча формально їх оплатила дружина, щоб уникнути декларування.

### Офшорні рахунки
Давид Арахамія заявив, що не бачить в офшорах нічого поганого. Він  і сам їх мав, а зараз у дружини теж є один офшор. «У мене, до речі, багато було офшорів. Я це відкрито в декларації навіть маю. Зараз на дружині один офшор з Сейшелів. Це нормальний процес».

## Нагороди
- За волонтерську діяльність нагороджений орденом «За заслуги» III ступеня (Указ Президента України від 23 серпня 2014)[61].

## Факти
28 січня 2022 року разом з Данилом Гетманцевим подав законопроєкт № 6562, що відміняв мито для бітуму виробництва Росії.

## Особисте життя
Одружений вдруге. Має шістьох дітей.
Дружина — Вікторія.
Два сини — Давид і Даніель.
Чотири доньки — Дана, Демі, Даріка, Деніс.
Батько — вчитель, мати — косметолог